# Nicolás Bravo
Nicolás Bravo Rueda (10 tháng 9 năm 1786 - 22 tháng 4 năm 1854) là một quân nhân, tổng thống México thứ 11. Ông nổi bật trong hai cuộc Hoa Kỳ xâm lược Mexico.

## Sự nghiệp

### Quân đội
Trong cuộc chiến tranh độc lập (1810–21), Bravo đã là đồng đội chiến đấu của Hermenegildo Galeana và sau đó cùng với José María Morelos trong chiến dịch của miền Nam. Năm 1811, với Hermenegildo Galeana, Bravo nhận được giao nhiệm vụ chỉ huy quân đội của tỉnh Veracruz. Ông cũng tham gia vào việc bảo vệ Hội nghị Chilpancingo.
Năm 1817, những người bảo hoàng đưa đã giam tù ông và mãi đến năm 1820 ông mới được phóng thích. Ông đã liên minh với Plan de Iguala và vào ngày 27 tháng 9 năm 1821, ông vào Thành phố México với quân Ejército Trigarante chiến thắng (trong "Quân đội của ba người bảo lãnh").

### Chính trị

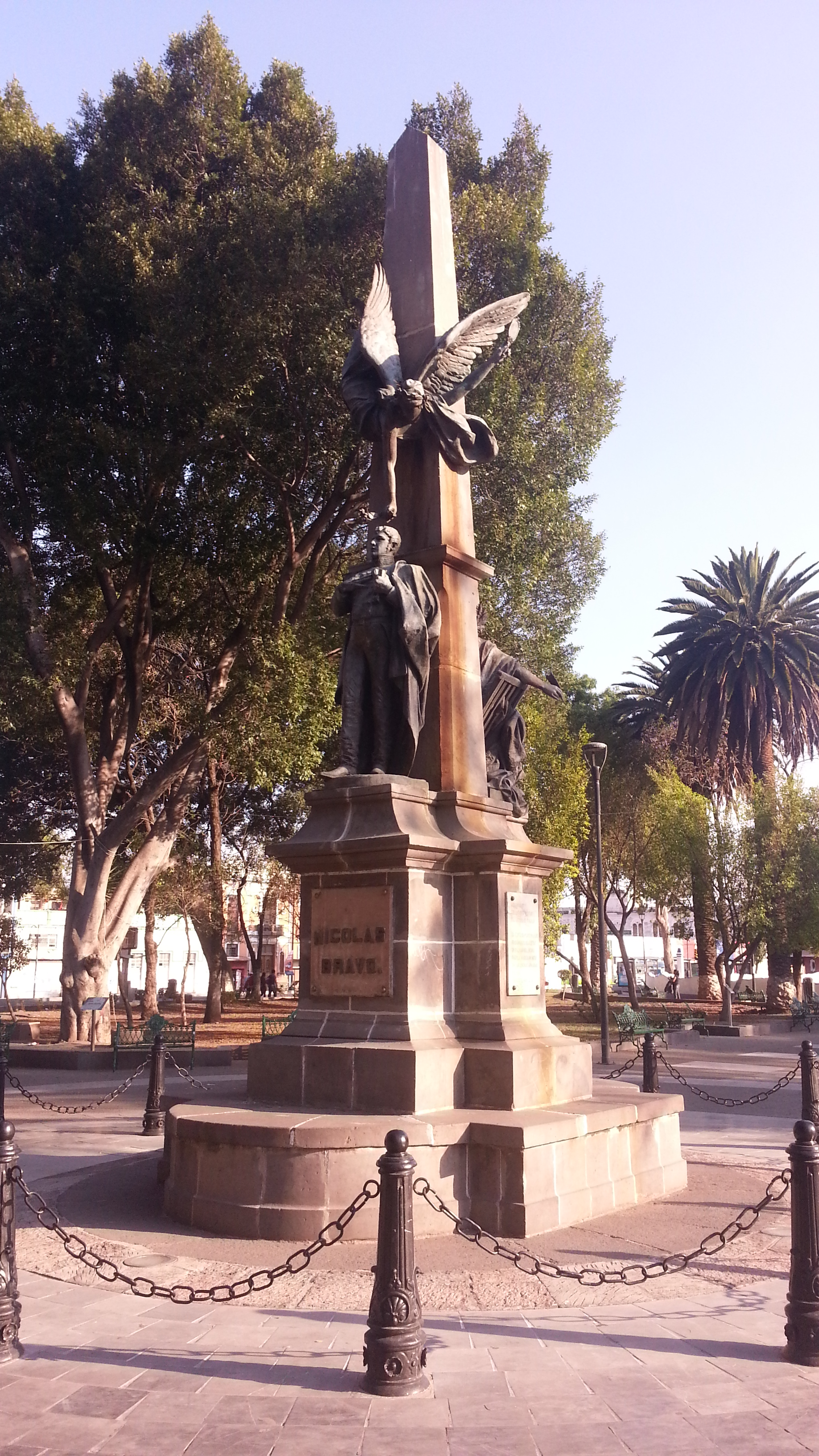
Đài tưởng niệm Bravo Rueda ở Puebla de Zaragoza, Puebla.

Khi giành được độc lập, ông đã được bổ nhiệm làm cố vấn nhà nước đặt tên là đại biểu thành viên.

## Cái chết
Ông qua đời tại Chichihualco ở bang Guerrero vào ngày 22 tháng 4 năm 1854; ông ta đã chết cùng lúc với vợ mình, rồi một tin đồn rằng họ đã bị đầu độc.